# 伊雷妮·蒙特罗
伊雷妮·玛丽亚·蒙特罗·希尔（西班牙語：Irene María Montero Gil，1988年2月13日—），马德里人，西班牙左翼政黨“我們能”党员、第二副首相兼该党总书记巴勃罗·伊格莱西亚斯的妻子。自2016年起，一直是西班牙眾議院议员。2020年1月开始在第二次桑切斯内阁出任平等大臣。

## 职业生涯
1988年2月13日生于马德里。毕业于莫拉達臘區二十一世纪中学，16岁就加入了西班牙共产主义青年联盟。本科毕业于马德里自治大学，获心理学学士学位。2013年获教育心理学硕士学位，以及该校教师培养计划博士奖学金。2014年歐洲議會選舉后，加入我們能政党。
2014年11月，她入选党内公民委员会成员，并被任命为党内社会运动部门负责人。期间，她推迟了自己的博士论文项目，全身心地投入到党的活动中。
2015年西班牙大选中，她成功当选国会众议院马德里选区议员。自2017年2月18日起，她担任众议院党团“联合我们能”发言人，也是国会中最年轻的民主党派发言人。
在我们能第二次党代会选举中，她再次当选公民委员会成员。她的票数位列党内第四位，也是获得票数最多的女性。
2018年5月，她和伊格莱西亚斯一共获得了128,300我们能支持者的支持，约占该党支持者总人数的68%。
2020年1月13日，正式宣誓就任第二次桑切斯内阁平等事务大臣。

## 个人生活
2017年与伊格莱西亚斯结婚。2018年7月3日，她生下了双胞胎莱奥和曼努埃尔。由于早產，这对新生儿在马德里一家公立医院的重症监护室接受观察。2019年8月4日，她生下了第三个孩子艾塔娜。
2019年6月6日，西班牙众议院公布了第十三届全体议员的财产与收入。其中显示，伊格莱西亚斯和蒙特罗夫妇二人以54万欧元在马德里自治区加拉帕加尔购买了一套别墅，目前尚有57.558万欧元贷款需要偿还。蒙特罗申报的年薪为46460欧元。
2020年3月，她確診2019冠狀病毒病，遂成為西班牙首名患上此病的閣員。2020年4月已经痊愈。